# Dragan Nikolić
Dragan Nikolić (26 de abril de 1957 – 4 de junio de 2018) fue un comandante del ejército serbio de Bosnia del campo de detención de Sušica, cerca de Vlasenica, en el este de Bosnia y Herzegovina, que fue acusado de crímenes de guerra. Fue arrestado en Bosnia y Herzegovina por la Fuerza de Estabilización dirigida por la OTAN (SFOR) y llevado a La Haya, en los Países Bajos, para ser juzgado.
Nikolić argumentó que se violó la soberanía de Bosnia y Herzegovina cuando fue secuestrado por la SFOR en lugar de extraditado voluntariamente. Sostuvo que, como consecuencia de ello, el Tribunal Penal Internacional para la ex Yugoslavia (TPIY) no podía ejercer jurisdicción sobre el caso. La Sala de Apelaciones del TPIY comentó sobre la necesidad de equilibrar la expectativa legítima de que alguien acusado de "delitos universalmente condenados" sea llevado ante la justicia "frente al principio de soberanía del Estado y los derechos humanos fundamentales del acusado".
La Sala de Apelaciones no encontró "ninguna base sobre la cual no se debiera ejercer la jurisdicción". Tras el juicio ante el TPIY, el 18 de diciembre de 2003 fue condenado a 23 años de prisión, pena que se redujo a 20 años tras una apelación de la sentencia. 8,000 civiles bosnios fueron encerrados en el campo de Sušica entre mayo y octubre de 1992.
Nikolić fue cumpliendo su sentencia en Italia hasta que se le concedió la libertad anticipada en 2013. Murió en Serbia en junio de 2018, a los 61 años, y fue enterrado en Vlasenica.